# Crvenouha kornjača
Crvenouha kornjača (lat.: Trachemys scripta, Trachemys scripta elegans) je poluvodena kornjača porijeklom iz Sjedinjenih Američkih Država. Ova je vrsta jedna od najčešćih gmazova držanih kao kućni ljubimci.

## Izgled
Ova vrsta kornjača ime je dobila po crvenoj ili narančastoj pruzi koja se nalazi iza očiju, a čija boja u rijetkim slučajevima može biti blijeda do te mjere da je neprimjetna. Oklop mlade kornjače je svijetlozelene boje, čija gornja strana (karapaks) posjeduje jasno izražene rožnate pločice, dok je donja strana (plastron) prošarana tamnim mrljama nepravilnog oblika. Kako kornjače stare, boja njihovog oklopa prelazi u izrazito tamnu nijansu zelene boje, koja sakrije pruge na plastronu i učini rožante pločice manje upadljivima. Oblik oklopa je ovalan i simetričan.
Ulogu zuba, koje crvenouhe kornjače nemaju, zamjenjuje snažan kljun kojeg koristi za ubijanje i komadanje hrane. Nos se nalazi na samom vrhu glave kako bi kornjači omogućio disanje iznad površine vode bez da izranja glavom i tijelom, izbjegavajući tako napade grabežljivaca. Noge su tanke i završavaju kandžama, koje služe za kopanje, držanje hrane i udvaranje.
Kod svih vrsta porodice Trachemys vrijedi isti spolni dimorfizam. Ženke su uglavnom veće i krupnije od mužjaka, s blago ispupčenim plastronom. Ženke narastu do 25 cm, a mužjaci do 15 cm u dužinu. Mužjaci posjeduju izrazito dugačke kandže i deblji, te duži rep čija je kloaka bliža kraju repa.

## Porijeklo i raširenost
Crvenouhe kornjače se, kao autohtone vrste, nalaze u svim slatkim, mirnim i toplim vodama u predjelu koji se pruža od rijeke Missisipi do Meksičkog zaljeva. Tu spadaju jezera, bare, močvare, rukavci i kanali. Njihova staništa često su gusto obrasla vodenim biljem, koje čini osnovni dio ishrane odraslih kornjača. Preferiraju tiha područja s osunčanim suhim mjestima nedaleko od vode, kao što je kamenje i plutajuće grane. Često se može vidjeti više kornjača koje se zajedno sunčaju na kamenju i panjevima, ponekad i jedna na drugoj. Divlje kornjače napuštaju vodu na duže vrijeme samo kada traže novu baru, a ženke će izlaziti još da bi pronašle povoljno mjesto na kojem će položiti jaja.
Kako raste potražnja za crvenouhim kornjačama, tako raste i njihovo stanište u prirodi. Stalnom rastu populacije kornjača u predjelima gdje one nisu domaće vrste pridonosi neupućenost ljudi koji svoje ljubimce puštaju u lokalne vode. Crvenouhe kornjače danas nije teško pronaći u svim tropskim i suptropskim vodama bilo gdje na svijetu, što u većini slučajeva predstavlja opasnost po lokalne gmazove. Na Balkanu, na primjer, ugrožena domaća vrsta barske kornjače je u indirektnoj opasnosti od mnogobrojnijih crvenouhih kornjača, s kojima se bore za hranu i stanište.

## Kao kućni ljubimci
Mladi, u prosjeku 5 cm dugi primjerci crvenouhih kornjača prodaju se i predstavljaju kao idealni kućni ljubimci za djecu širom svijeta. Suprotno mitu prema kojem je za život kornjače potrebna samo plastična posuda s vodom i hrana, crvenouhe kornjače traže bar neke osnovne životne uvjete.
Kornjačama se mora omogućiti vodeni prostor, u kojem obavljaju sve životne funkcije, i suhi prostor, koji je važan za sunčanje i takav način sinteze vitamina D. Minimalna veličina takvoga akvaterarija je 250 litara, a optimalna veličina akvaterarija koji naseljava jedna odrasla ženka iznosi 400 litara. Plitke plastične posude ne pružaju kornjači dovoljno mjesta za plivanje, a u njih nije moguće postaviti ni, za zdravlje kornjače neophodan, filter i grijač. Obavezno je omogućiti im i pravilno osvijetljenje UVA-UVB neonskim svjetlom.
Uređenje životnog prostora treba biti što jednostavnije kako bi kornjača imala dovoljno prostora za plivanje. Jedan veliki kamen koji služi kao suhi prostor znatno smanji prostor za tjelesnu aktivnost kornjače, pa je za manje akvaterarijume pogodnije kopno koje zauzima manje prostora. Pored mlađih kornjača akvarijske biljke imaju šansu za opstanak, ali pokušavanje da se iste održe kod odraslih primjeraka je uzaludno. Ako to dozvoljava zapremina akvaterarija, kornjačama se mogu od izraditi skrovita mjesta, koja će im biti vrlo zanimljiva.
Odrasle crvenouhe kornjače su omnivori, dok mladi primjerci uglavnom prihvaćaju samo hranu životinjskog porijekla. U prirodi se hrane uglavnom lešinama, ali će loviti ribe, žabe, punoglavce, vodene kukce, ličinke, račiće i puževe kad god im se pruži prilika. Sa starenjem, vodeno bilje zauzima veći dio njihove prehrane. Pri ishrani akvaterarijskih primjeraka treba izbjegavati kupovnu hranu, koja sadrži malo kvalitetnih hranjivih sastojaka, a poželjno je omogućiti im ishranu što sličniju onoj prirodnoj. Mogu im ponuditi komadići sirove i nezačinjene ribe, govedine ili piletine. Iako će rado prihvatiti meso, u kvalitetniju prehranu spadaju akvarijski puževi i sitne ribe. Od biljne hrane zadovoljit će se odgovarajućim akvarijskim biljkama (npr. valisnerija), listovima zeljastog povrća i po nekim voćem. Tolerancija biljne hrane varira od jedinke do jedinke.
Kornjače ne proizvode slinu, te im se stoga hrana mora ostavljati u vodi. Gutanje hrane na suhom je kornjačama nemoguće i uzrokuje gušenje.
Jedan od osnovnih uvjeta za uzgoj crvenouhih kornjača je grijana voda. Minimalna temperatura na kojoj će vitalni organi kornjače normalno funkcionirati iznosi 24°C, a najviša koju mogu bez posljedica podnijeti iznosi 30°C. Pri naglom padu temperature zimi, crvenouhe kornjače prelaze u stanje hibernacije i zakopavaju se u mulj na dnu bare. U akvarijima se ne mogu omogućiti uvjeti za hibernaciju, ni ako temperatura padne dovoljno nisko da bi kornjače započele zimski san. Ako kornjače borave u vodi temperature ispod 23°C, smanjit će aktivnost i izgubiti apetit, oboljeti i naposljetku uginuti.

## Razmnožavanje
Parenje crvenouhih kornjača odvija se pod vodom, obično između ožujka i lipnja. Udvaranje mužjaka ženki očituje se treperenjem kandži prednjih nogu ispred ženkinih očiju. Ako ženka prihvati mužjaka, potonut će na dno, a mužjak će je pratiti. Ženka koja ne prihvaćta mužjaka može postati agresivna prema njemu. Ponekad će mužjaci kandžama treperiti ispred drugih mužjaka, ali to je samo znak upozorenja.
Hibernacija i pravilna ishrana neophodni su da bi ženka proizvela jaja. Ženka koja u sebi nosi oplođena jaja provest će prve dane sunčajući se da bi ugrijala jaja, a zatim će uznemireno krenuti u potragu za mjestom na koje će položiti jaja. Mjesto za polaganje jaja mora ispunjavati određene uvjete da bi ga ženka izabrala, a među najvažnijima su vlažnost i temperatura. Poslije polaganja ženka napušta gnijezdo. Ovisno o temparaturi, jaja se izlegu dva do tri mjeseca nakon polaganja. Mladunci probijaju ljusku jajeta rožićem na glavi koji otpada nedugo zatim. Mladi mogu odlučiti da u ljuski provedu nekoliko dana, ili čak nekoliko mjeseci ako se izlegu zimi. Kada je odluče napustiti još uvijek će imati malu žumanjčanu kesicu na plastronu, koja se ne smije uklanjati.
Spolno zrele ženke koje nikada nisu bile s mužjakom mogu izbacivati neoplođena jaja u vodu. Njih najčešće pojede ista ženka ili druga jedinka. Čak i oplođena jaja mogu se naći u vodi, što se najčešće dešava kada ženka ne pronađe povoljno mjesto za polaeganje. Jaja se neće nikada izleći u vodi, pa ih je potrebno odmah izvaditi i staviti u inkubator. Pri tom se mora voditi računa da jaja ostanu u prvobitnom položaju, embrij će naime uginuti ako se okrenu.

## Bolesti
Najčešće bolesti i nepravilnosti nastale nepravilnim održavanjem akvaterarija su:
- upala oka - Uzrokuje je nečista voda, a najprepoznatljiviji simptom su otečene oči. Bolest se liječi kapima za oči ili mazanjem očiju mašću za oči. Tijekom tretmana treba pojačati unos vitamina A, kornjačama najdostupnijeg u kuhanoj mrkvi.
- upala pluća - Opaka je i smrtonosna bolest koju uzrokuje hladna voda i propuh. Bolesna kornjača postaje apatična, odbija hranu, pušta piskutave zvukove i pliva ukoso. Tretira se kvalitetnijom ishranom (jetrica uz dodatak vitamina) i povišenjem temperature na 30°C. U veterinarskim stanicama kornjače mogu dobiti injekcije antibiotika Vetoflok.
- omekšavanje oklopa - Uzrok mekšanja oklopa je nedostatak vitamina D i kalcija. Oklop je previše mekan i savitljiv, a oboljela životinja odbija hranu. Oboljelim kornjačama mora se omogućiti UV lampa ili prirodna svjetlost (temperatura ne smije prelaziti 30°C!), a ishrana treba sadržati jetricu pomiješanu sa smrvljenom sipinom kosti.
- pretilost - Ishrana u kojoj dominira mesna prehrana najčešći je uzrok pretilosti. Pretila kornjača se ne može potpuno uvući u oklop. Meso treba u potpunosti zamijeniti slatkovodnim ribama, mekušcima i kukcima.
- intenzivno guljenje kože - Kornjačama se u prirodi koža ne guli u velikim količinama, a u akvaterarijima ona znači prebrz rast zbog premasne ishrane, nedostatak pojedinih vitamina ili neodgovarajuća temperatura.
- distocija - Ovo je nepravilnost koja uzrokuje uginuće oplođenih ženki kojima nije pruženo mjesto za polaganje jaja.
- piramidalan oklop - Najčešće je uzrokovan rahitisom u ranijoj životnoj dobi. Nastala deformacija se ne može ispraviti. Nije opasno ako je oklop tvrd.

Neki simptomi se vlasnicima mogu učiniti zabrinjavajućim, a zapravo su bezopasni i sasvim normalni. Tu spada i ljuštenje rožnatih pločica, što je normalan proces rasta kornjače.

## Vanjske poveznice
Stranica o kornjačama  Arhivirana inačica izvorne stranice od 29. srpnja 2014. (Wayback Machine), pristupljeno, 17.srpnja 2014.